# Herman Moded
Herman Strij(c)ker of de Strijcker, vooral bekend onder zijn Hebreeuwse naam Moded, (Zwolle, ca. 1520 – Middelburg (Zeeland), november 1603) was een gereformeerd predikant in de tijd dat het calvinisme opkwam. Hij was een van de belangrijkste personen bij de groei van het calvinisme in Antwerpen vóór 1566.

## Levensloop

### Beginjaren
Moded werd geboren in een arm gezin in Zwolle. In 1550 studeerde hij te Keulen, waar hij in 1553 de titel Magister artium verwierf. In 1555 was hij geestelijke bij het domkapittel en tevens werd hoogleraar aan de universiteit. Hij begon zich echter tegen de roomse kerk af te zetten en 'ketterse ideeën' te uiten, waardoor hij zowel uit het ambt van geestelijke werd gezet als zijn functie van hoogleraar verloor. Zijn bezwaren tegen de rooms-katholieke leer waren nog beperkt, want in 1556 droeg hij nog de mis op in de Sint-Michaëlskerk in zijn geboortestad Zwolle. In 1558 werd hij echter voor de bisschop van Utrecht George van Egmond gedaagd omdat hij het avondmaal met brood én wijn vierde. Moded vluchtte en werd hoogleraar en hofpredikant van koning Christiaan III van Denemarken in Kopenhagen. Na diens dood in 1559 werd hij ontslagen, en keerde hij terug naar de Lage Landen.
In 1559 werd hij gevangengenomen. Franciscus Sonnius probeerde hem duidelijk te maken hoe groot zijn dwalingen waren, en hij zou zelfs door de procureur-generaal vrijgelaten worden, maar Moded ontsnapte.

### Antwerpen

"Het prediken der Gereformeerden buyten Antwerpen in den jaere 1566". (Afbeelding uit P.C. Hoofts Nederlandsche historien.)

Vanaf 1560 was Moded predikant van de gereformeerde kerk van Antwerpen, maar hij preekte ook geregeld in andere plaatsen, onder meer Breda. Moded speelde een grote rol bij de opkomst van het gereformeerd protestantisme in Antwerpen in die tijd. Hij was een goed spreker, en de roomsen waren zeker niet blij met hem. Hem werd gevraagd, samen met enkele anderen, een oordeel te geven over de Nederlandse Geloofsbelijdenis, die in 1560 door Guido de Brès was opgesteld.
Moded werd beschermd door calvinistische edelen zoals Herman van Bronckhorst-Batenburg en diens vrouw Petronella van Praet. Hij verbleef in hun Kasteel Batenburg toen landvoogdes Margaretha van Parma op 1 juni 1566 stadhouder Karel van Brimeu aanschreef om Petronella aan de tand te voelen en een predikant – vermoedelijk Moded – te arresteren. Zoon Dirk van Batenburg bracht hem in veiligheid naar het kasteel van Catharina van Boetzelaer in het Vlaamse Aalter. Daar stond Moded aan het begin van de hagenpreken. Bij Oudenaarde leidde hij op 14 juni voor het eerst een openluchtdienst, die zevenduizend mensen trok. Een plaatselijke rechter ging met getrokken degen de menigte in om Moded aan te houden, maar hij werd met stenen bekogeld en raakte ernstig gewond. Begeleid door Dirk van Batenburg hield hij nog verschillende preken bij de roerige nijverheidscentra van deze streek. Op 30 juni verscheen hij in het Brabantse Antwerpen. Zijn snelle verplaatsingen leverden hem de bijnaam 'vliegende duivel' op. Een plakkaat tegen de hagenprekers maakte op hem weinig indruk.
Van 14 tot 22 juli 1566 zat hij als afgevaardigde van de Antwerpse synode in het Eedverbond der Edelen in Sint-Truiden. Vervolgens reisde hij weer naar Vlaanderen, waar hij vertelde na te denken over een calvinistische republiek, zoals Genève. Die kwam er korte tijd later met de Gentse Republiek. 

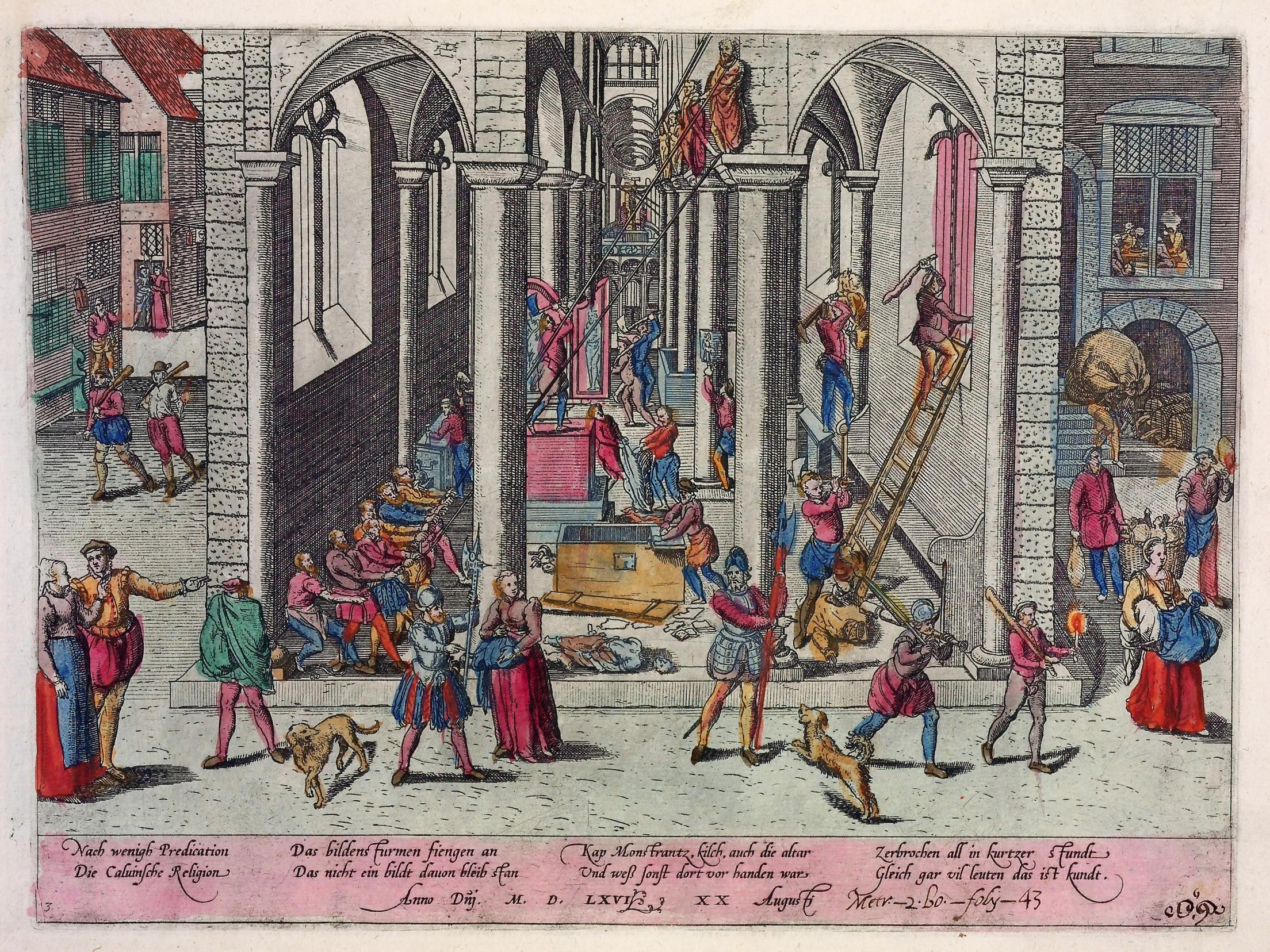
In de Onze-Lieve-Vrouwekathedraal te Antwerpen vond op 20 augustus 1566 een beeldenstorm plaats. Herman Moded zou zich hier afzijdig van hebben gehouden, hoewel een ooggetuige het tegendeel beweerde. (Gravure door Frans Hogenberg)

Inzake religieuze kunst was Moded van mening dat men idolatrie "niet alleen uit de harten behoorde te doen, maar ook uit de ogen". Hij hitste op tegen beeldenverering, maar hield officieel het standpunt aan dat breken aan de overheden was voorbehouden. Zijn oratie op 17 augustus in Antwerpen lag aan de basis van de beeldenstorm die daar enkele dagen later uitbrak, van zodra Willem van Oranje was vertrokken. Op zondag 18 augustus werd Maria-Tenhemelopneming gevierd, waarbij het beeld van Maria werd rondgedragen. Op deze dag werd er geprotesteerd tegen de beelden, de paus, de monniken en priesters. Op 20 augustus vond een grote beeldensloop plaats in de Onze-Lieve-Vrouwekathedraal. Naar eigen zeggen hoorde Moded na een vergadering over het voorval, ging hij er meteen naartoe en probeerde hij tot tweemaal toe de gemoederen tot bedaren te brengen. Een ooggetuige beweerde echter dat Moded tot de vernielingen had aangespoord. Later, in 1567, publiceerde hij een Apologie waarin hij over de 'iconoclastische woede', de gewapende weerstand en zijn eigen betrokkenheid daarin schreef.

### Norwich, Zierikzee en Gent
Op 25 maart 1567 vertrok Moded naar Engeland, waar hij derde predikant werd in de vluchtelingenkerk van Norwich. Hij nam deel aan de synode van Wezel, waar hij scriba (secretaris) was, en aan de synode van Emden (1571), waar hij verder niet op de voorgrond trad. Nadat Holland en Zeeland bevrijd waren, verbleef hij van 1572 tot 1575 in Zierikzee.
In 1576 ging hij weer naar Norwich. Als gevolg van het succes van de Opstand was de vluchtelingengemeente echter grotendeels verdwenen. In 1578 trok hij naar Gent. Hier ging hij veel om met Petrus Datheen, die in conflict raakte met Willem van Oranje naar aanleiding van de godsdienstige tolerantie. In 1579 verbleef Moded in Antwerpen.

### Utrecht
In 1580 werd Moded weer gemeentepredikant en wel in Utrecht, waar hij met Pasen begon met preken. In die stad was er naast de gereformeerde kerk nog een andere protestantse gemeente, de Jacobskerkgemeente rond Hubert Duifhuis, die veel gematigder was in haar opvattingen. Toen Duifhuis in 1581 overleed, werd er geprobeerd de beide gemeenten samen te voegen. Dit mislukte echter en de Duifhuisgemeente kon met steun van de magistraat blijven bestaan. Modeds verzet tegen het overheidsbeleid leidde ertoe, dat hij in december 1584 werd afgezet als predikant. In 1585 werd de graaf van Nieuwenaar en Meurs stadhouder van Utrecht, en die stelde een nieuw stadsbestuur aan, en in 1586 kon Moded terugkeren. De Duifhuisgemeente verloor haar zelfstandigheid. Eind 1587 werd Moded opnieuw afgezet. Hij had inmiddels ruzie gekregen met de graaf van Nieuwenaar en bovendien was er opnieuw een wisseling in het bestuur geweest waardoor zijn oude tegenstanders weer op de kussens zaten. Van Nieuwenaar deed de nieuwe magistraat een briefje toekomen dat Moded aan hem had geschreven en waarin hij voorstelde om hard op te treden tegen opstandige burgers (lees: het inmiddels weer zittende stadsbestuur). Vervolgens werd Moded hierover ondervraagd, waarop hij ontkende. De volgende dag vertrok hij echter in het geheim naar Amsterdam.

### Na Utrecht en eind van zijn leven
Hier kreeg hij een nieuwe betrekking, waarvoor hij veel moest reizen. Hiervoor nam hij de naam Hendrik van Benthem aan, om in roomsgezinde landen niet te worden herkend. In november 1589 schreef hij een brief aan de gemeente in Utrecht, om zich met hen te verzoenen. Hij kreeg een brief terug waarin voornamelijk de 'menselijke zwakte' als oorzaak werd gegeven voor de ruzie. Op 15 juni 1591 ondertekende hij de 'forma reconciliationis'.
Hierna bediende hij de geheime gemeenten in Münster en Keulen. Er wordt gedacht dat hij, nadat hij geen loon meer ontving, elders middelen ging zoeken om te overleven. Hij leefde vervolgens een tijd in Zeeland. Aangenomen wordt dat hij in de notulen van de Staten van Zeeland van 29 januari 1601 wordt genoemd, waar hij een verzoek indient voor een vergoeding van zijn 45-jarig predikantschap. 18 november 1603 werd Moded begraven in de Nieuwe Kerk te Middelburg.
- Biografisch Portaal: 00096587
- Gemeinsame Normdatei: 1056124881
- International Standard Name Identifier: 0000 0000 6836 9681
- Nationale Bibliotheek van Israël: 987007265575305171
- Nederlandse Thesaurus van Auteursnamen: 06822463X
- Virtual International Authority File: 98062649
- WorldCat: E39PBJvMxBRHJTxJHw7yydvGpP